# Kressbach (Jagst, Rindelbach)
Der Kressbach – in alter Orthographie: Kreßbach – ist ein 5½ km langer Bach im nordöstlichen Baden-Württemberg, der im Stadtteil Rindelbach von Ellwangen im Ostalbkreis von rechts und zuletzt Osten in die obere Jagst mündet. Sein Unterlauf speist und entwässert den Kreßbachsee. Nicht zu verwechseln ist er mit dem bis auf die Orthographie gleichnamigen Jagstzufluss Kreßbach am Unterlauf bei Neudenau.

## Geographie

### Verlauf
Der Kressbach entspringt nördlich von Ellwangen-Eigenzell am oberen Abfall der Hochebene in einer Wiese einer Quelle auf etwa 526 m ü. NHN, unter der er gleich nördlich in den Wald eintritt, um dann nach etwa 400 Metern Hanglaufs seine westlich laufende obere Talrinne zu erreichen. In dieser fließt er meist zwischen Wald am linken Ufer und der offenen Flur um Stocken am rechten, passiert dabei diesen Weiler und dreht dann auf Südkurs. Nun verengt sich die Flur zu einer schmalen Aue, in der die Straße von Eigenzell über Stocken nach Rotkreuz, die schon zuvor auf dem rechten Hügel verlief, nah ans Ufer tritt. Kurz vor dem Weiler Holbach erweitert sich die Flur wieder und der Bach läuft zwischen den Einzelhöfen der Ansiedlung westlich weiter, die Straße verlässt hier die Talmulde. Danach durchfließt der Kressbach bald den 6,6 ha großen Kreßbachsee, ein Rückhaltebecken mit sommers Freibadbetrieb, an dessen Ufern wieder Wald steht. Nach dem Wiederaustritt unterm Staudamm hat er die rechte Talflur der Jagst erreicht, er fließt noch zwischen den südlichsten Häusern des Dorfes Rindelbach hindurch und mündet danach am Sportplatz in der Aue auf etwa 425 m ü. NHN von rechts und Osten  in die hier nordwärts fließende obere Jagst.
Der Kressbach mündet nach einem 5,6 km langem Lauf mit mittlerem Sohlgefälle von ca. 18 ‰ etwa 101 Höhenmeter unterhalb seiner Quelle.

### Einzugsgebiet
Der Kressbach hat ein ganz im Stadtgebiet von Ellwangen liegendes Einzugsgebiet von 8,2 km² Größe, das ungefähr die Gestalt eines ost-westlichen Parallelogramms hat mit der einen spitzwinkligen Ecke an der Mündung im Südwesten und der anderen im Nordosten im Wald auf einem Nordausläufer der Hochebene etwas nördlich des Eigenzeller Sportplatzes, wo der mit etwa 555 m ü. NHN höchste Punkt im Einzugsgebiet liegt.
Naturräumlich gesehen liegen das Quellgebiet und der linke obere Hangtrauf im Unterraum Pfahlheim-Rattstädter Liasplatten des Östlichen Albvorlandes, das restliche Gebiet im Unterraum Ellwanger Berge der
Schwäbisch-Fränkischen Waldberge.
Der Lauf des Kressbachs liegt zur Gänze im oberen Mittelkeuper. Seine Quelle und die der hoch einsetzenden linken Zuflüsse liegen im Knollenmergel (Trossingen-Formation), über dem bis zur Wasserscheide auf der Hochfläche um Eigenzell, Rattstadt und den Sporn des Schönenbergs noch ein schmaler Streifen erosionsresistenter Schichten des Schwarzen Juras liegt, stellenweise durch Lösssediment aus quartärer Ablagerung bedeckt. Jenseits des Tales liegen auf der Höhe des Eberhardsrods über dem Keuper Inseln Goldshöfer Sande. Überall sonst außer im schmalen Auenlehmband um Kressbach und Jagst steht der Stubensandstein (Löwenstein-Formation) des Mittelkeupers an.
Der überwiegende Teil des Einzugsgebietes ist bewaldet. Offen ist der linke Hangtrauf, die Rodungsinsel um Stocken im Norden, die untere Rodungsinsel um Holbach und Rotkreuz sowie das Mündungsdreieck bei Rindelbach.
Jenseits der nördlichen Wasserscheide entwässert der Fischbach westlich zur abwärtigen Jagst bei Jagstzell-Schweighausen, jenseits der östlichen die Röhlinger Sechta südlich zur aufwärtigen bei Rainau-Schwabsberg. Die westliche Wasserscheide erreicht nirgends auch nur 500 m ü. NHN, die nördliche steigt erst ganz gegen die Nordostspitze des Einzugsgebietes zu schnell von unter 500 m ü. NHN auf über 550 m ü. NHN, die östliche fällt auf der flachen Schwarzjura-Hochebene um Eigenzell langsam nach Süden zu bis auf etwa 525 m ü. NHN ab.

### Zuflüsse und Seen
Liste der Zuflüsse und  Seen von der Quelle zur Mündung. Gewässerlänge, Seefläche, Einzugsgebiet und Höhe nach den entsprechenden Layern auf der Onlinekarte der LUBW. Andere Quellen für die Angaben sind vermerkt.
Quelle des Kressbachs auf etwa 526 m ü. NHN in einer Hangwiese etwa 0,3 km nördlich des Ortsrandes von Ellwangen-Eigenzell wenig über der Waldgrenze. Der Bach läuft etwa die ersten 400 Meter hangabwärts nach Nordwesten und schwenkt dann auf Westlauf in seiner gefundenen Talrinne.
- (Bach aus der Hüllenklinge), von links und Osten auf unter 460 m ü. NHN unmittelbar vor der ersten Bachquerung der K 3227 von Ellwangen-Stocken nach Ellwangen-Rotkreuz, 1,1 km und ca. 0,5 km². Entspringt auf etwa 515 m ü. NHN nordwestlich von Eigenzell im oberen Hangwald Mühlberg.
Hier fließt der Kressbach schon südwestwärts.
- Forstbach, von rechts und Nordwesten auf über 455 m ü. NHN gleich nach genannten Bachquerung, 0,8 km und ca. 0,4 km². Entsteht auf etwa 479 m ü. NHN nahe an einem Waldwegstern im Norden des Waldes Bernhardsrod.
- Hirschbach, von links und zuletzt Osten auf unter 445 m ü. NHN an der Talflurweitung vor dem Weiler Ellwangen-Holbach, 1,8 km und ca. 2,2 km². Entspringt auf etwa 510 m ü. NHN westlich von Eigenzell in einer Hangwaldinsel und läuft zunächst südwärts.
  - Kreuzbach, von links und Südosten auf etwa 455 m ü. NHN kurz nach dem Westknick des Kreuzbachs und kurz vor dessen Waldeintritt, 0,7 km und ca. 0,4 km². Entspringt auf etwa 505 m ü. NHN im Südwesten von Eigenzell im oberen Hangwald.
  - (Bach aus dem Wald Gfäll), von links und Süden auf etwa 450 m ü. NHN am Eintritt in den Roschholz, 1,0 km und ca. 0,5 km². Entsteht auf etwa 495 m ü. NHN im Waldgewann Erbertswiesen nordöstlich von Ellwangen-Schönenberg.
  - Grenzbach, von rechts und Ostnordosten unter 445 m ü. NHN an einem Wasserhäuschen kurz vor der Hirschbach-Mündung, 0,8 km und ca. 0,3 km². Entsteht auf etwa 470 m ü. NHN am Waldrand.
- Holbach, von links und Südosten auf etwa 440 m ü. NHN zwischen den Einzelhöfen von Holbach, 0,7 km und ca. 0,3 km². Entsteht auf etwa 460 m ü. NHN am Südende der Schießanlage im Roschholz.
Hiernach fließt der Kressbach mehr und mehr westwärts.
- Durchfließt auf etwa 435 m ü. NHN den Kreßbachsee nördlich des Wohnplatzes Rotkreuz, 6,6 ha.
- Rotkreuzbach, von links und Südosten in den Kreßbachsee, 0,8 km und ca. 0,5 km². Entsteht auf etwa 465 m ü. NHN wenig östlich von Rotkreuz unter dem Schönbergwald.
- Durchfließt auf unter 430 m ü. NHN einen See am südöstlichen Ortsrand von Ellwangen-Rindelbach, 0,3 ha.

Mündung des Kressbachs von rechts und insgesamt etwa Nordosten auf unter 425 m ü. NHN bei Ellwangen-Rindelbach in die obere Jagst. Der Kressbach ist 5,6 km lang und hat ein 8,2 km² großes Einzugsgebiet.

### Ortschaften
Orte am Lauf mit ihren Zugehörigkeiten. Nur die Namen tiefster Schachtelungsstufe bezeichnen Siedlungsanrainer.
- Ostalbkreis
  - Stadt Ellwangen
    - Stadtteil Rindelbach
      - Stocken (Weiler, rechter Muldenhang)
      - Holbach (Weiler, von allem linker Muldenhang)

    - Stadtteil Ellwangen
      - (kurzer linker Anrainer des Kreßbachsees, ohne Besiedlung am See)

    - Stadtteil Rindelbach
      - Rindelbach (Dorf, überwiegend rechts)

## Grundwassernutzung
Um Holbach herum ist ein 132 Hektar großes Wasserschutzgebiet eingerichtet, in dem der Zweckverband RiesWasserVersorgung zwei seiner fünfzehn Tiefbrunnen betreibt, die den Kieselsandstein der Löwenstein-Formation durchteufen. Die Sohle dieses genutzten Grundwasserleiters bilden abdichtende Tonsteine der Oberen Bunten Mergel (Mainhardt-Formation).

### LUBW
Amtliche Online-Gewässerkarte mit passendem Ausschnitt und den hier benutzten Layern: Lauf und Einzugsgebiet des Kressbachs

Allgemeiner Einstieg ohne Voreinstellungen und Layer: Daten- und Kartendienst der Landesanstalt für Umwelt Baden-Württemberg (LUBW) (Hinweise)
1. 1 2 3 4  Höhe nach dem Höhenlinienbild auf dem Hintergrundlayer Topographische Karte.
2. 1 2  Länge nach dem Layer Gewässernetz (AWGN).
3. 1 2  Einzugsgebiet nach dem Layer Basiseinzugsgebiet (AWGN).
4. ↑  Seefläche nach dem Layer Stehende Gewässer.
5. ↑  Einzugsgebiet abgemessen auf dem Hintergrundlayer Topographische Karte.
6. ↑  Länge abgemessen auf dem Hintergrundlayer Topographische Karte.

### Andere Belege
1. ↑  Modellierte Werte nach Abfluss-BW Gewässerknoten MQ/MNQ
2. ↑  Hansjörg Dongus: Geographische Landesaufnahme: Die naturräumlichen Einheiten auf Blatt 171 Göppingen. Bundesanstalt für Landeskunde, Bad Godesberg 1961. → Online-Karte (PDF; 4,3 MB)
3. ↑  Geologie nach den Layern zu Geologische Karte 1:50.000 auf: Mapserver des Landesamtes für Geologie, Rohstoffe und Bergbau (LGRB) (Hinweise)
4. ↑  Siehe den Layer Wasserschutzgebiet auf dem Geoportal Baden-Württemberg (Hinweise).
5. ↑  Website der RiesWasserVersorgung (Memento des Originals vom 13. März 2014 im Internet Archive)  Info: Der Archivlink wurde automatisch eingesetzt und noch nicht geprüft. Bitte prüfe Original- und Archivlink gemäß Anleitung und entferne dann diesen Hinweis. zur Herkunft ihres Trinkwassers.